# Mopaliidae
Mopaliidae is een familie keverslakken.
Het zijn ovaal tot langwerpige keverslakken die tot 130 mm lang worden. De platen zijn zwak gesculpteerd en verdeeld in midden- en zijvelden.  De dieren vertonen een ingesneden insertierand. De zoom komt voor in verschillende breedten en met gevarieerde stekelrijen.  Ze zijn wereldwijd verspreid.

## Onderfamilies en geslachten
- Subfamilie Mopaliinae  Dall, 1889
  - Mopalia J.E. Gray, 1847
  - Amicula J.E. Gray, 1847
  - Fremblya H. Adams, 1866
  - Plaxiphora J.E. Gray, 1847
  - Placiphorella Carpenter in Dall, 1879
  - Placiphorina Kaas & Van Belle, 1993
- Subfamilie Katharininae Jacovlevva, 1952
  - Katharina J.E. Gray, 1847